# Gino Severini
Gino Severini (Cortona, 7 aprile 1883 – Parigi, 26 febbraio 1966) è stato un pittore e critico d'arte italiano.

## Biografia
Nato a Cortona, da Antonio Severini, impiegato comunale, e Settimia Antonini, sarta, giunse quindicenne a Roma. Qui Giacomo Balla, conosciuto nel 1900, lo avviò alla pittura divisionista che approfondì a Parigi a partire dal 1906 (Primavera a Montmartre, 1909).
Fu tra i firmatari nel 1909 del Manifesto del Futurismo scritto da Filippo Tommaso Marinetti. A Parigi fu a contatto con Pablo Picasso, Georges Braque, Juan Gris e Guillaume Apollinaire, e partecipò al nascere e allo svilupparsi del Cubismo.
Nel 1913 sposò Jeanne (1897-1992), la figlia del poeta Paul Fort, da cui nasceranno tre figli: Gina (1915 - 2004), Romana (1937) e Jaques (1927-1933) morto prematuramente.
Fra l'ottobre 1917 e l'agosto 1918 pubblicò una serie di articoli dal titolo La Peinture d'avant-garde nella rivista De Stijl.
Theo van Doesburg ha definito lo stile di Severini psychisch kubisme (in italiano: cubismo psichico).

## Il futurismo
Trasferitosi a Parigi nel 1906 per studiare la pittura d'oltralpe degli impressionisti e dei post-impressionisti, Severini conosce molti dei maggiori esponenti delle avanguardie artistiche della capitale francese, tra cui Paul Signac, Georges Braque, Juan Gris, Amedeo Modigliani, Pablo Picasso, Ugo Giannattasio e i poeti Guillaume Apollinaire, Paul Fort e Max Jacob.
Nonostante questa permanenza a Parigi, non interrompe i suoi contatti con l'Italia. Infatti, dopo aver aderito al movimento Futurista su invito di Filippo Tommaso Marinetti, è uno dei firmatari nel 1910 del manifesto della pittura futurista insieme a Balla, Boccioni, Carrà e Russolo.
Nel 1912 sollecita Umberto Boccioni e Carlo Carrà a raggiungerlo a Parigi, dove organizza la prima mostra dei futuristi presso la Galleria Bernheim-Jeune. In seguito partecipa alle successive esposizioni futuriste in Europa e negli Stati Uniti. Nel 1913 a Londra, presso la Marlborough Gallery, è allestita la sua prima mostra personale che successivamente viene presentata alla galleria Der Sturm di Berlino.
Durante questo periodo parigino, Severini svolge un importante ruolo di collegamento fra gli ambienti artistici francesi e italiani, in particolar modo tra sensibilità cubiste e futuriste.
Frequentatore di cabaret, Severini rappresentò in modo molto efficace e originale quel mondo notturno di luci e danze in capolavori come La danza del pan pan al Monico (1911), Geroglifico dinamico del bal tabarin e Ballerina in blu (1912), giungendo a una visione caleidoscopica in cui spazio e tempo, presente e passato, insieme e particolare si fondono in una festa di luci e colori.

## Dal cubofuturismo al classicismo
Dal 1921, in cui pubblica il trattato Du cubisme au classicisme ("Dal cubismo al Classicismo"), Severini passa da un'estetica "cubofuturista" ad una pittura che si può definire "neoclassica" con influenze metafisiche, dimostrandosi buon termometro di un sentire diffuso in tutta Europa dopo il grande trauma del primo conflitto mondiale.
Questa evoluzione classicista rientra pienamente in quella tendenza, al suo interno molto variegata (che va da Picasso, a Derain, a De Chirico), che viene definita "ritorno all'ordine", o in francese “rappel à l'ordre” (richiamo all'ordine), propensione analoga a quel “ritorno al mestiere”, introdotta da un famoso articolo di Giorgio De Chirico pubblicato nel 1919 nella rivista Valori plastici.
Dal 1924 al 1934, anche a seguito di una crisi religiosa, si dedica quasi esclusivamente all'arte sacra in grandi affreschi e mosaici, in particolare per le chiese svizzere di Semsales e La Roche.
Nel 1923 è presente alla Biennale romana e in seguito partecipa a due mostre del movimento artistico Novecento a Milano (1926 e '29) e una a Ginevra (1929). Nel 1930 è ammesso alla Biennale di Venezia. Si trasferisce a Roma, dove partecipa alla Quadriennale nel 1931 e nel 1935, anno in cui vince il Gran premio per la pittura, presentando un'intera sala a lui dedicata.
Nel 1938 è eletto Accademico corrispondente all'Accademia delle arti del disegno e l'appartenenza a tale istituzione è riconfermata, nell'Italia divenuta Repubblica, con la nomina ad Accademico Onorario nel 1962
Torna a Parigi, dove realizza una grande decorazione per l'Esposizione Universale, e in seguito alterna soggiorni tra la Francia e Roma.

## Il secondo dopoguerra e il ritorno al futurismo
Nel secondo dopoguerra ritorna ai soggetti del suo periodo futurista, riscrivendo in chiave di decorativismo astratto alcune delle proprie opere futuriste.
Nella primavera del 1947 espone a Parigi in una mostra organizzata dall'amico Guido Seborga nella galleria Billiet di Gildo Caputo
Nel 1949-1950, Severini aderisce al progetto dell'importante collezione Verzocchi, sul tema del lavoro, inviando, oltre ad un autoritratto, l'opera Simboli del lavoro. La collezione Verzocchi è attualmente conservata presso la Pinacoteca Civica di Forlì.
Si trasferisce definitivamente a Parigi, dove avrà una cattedra di mosaico con Riccardo Licata come assistente.
Il 26 febbraio 1966 muore nella sua casa a Parigi. Il 15 aprile dello stesso anno le sue spoglie vengono traslate a Cortona, sua città natale.

## L'archivio Severini-Franchina
L'artista aveva condiviso lo studio romano con il genero, lo scultore Nino Franchina, marito della figlia Gina, in Via Margutta. Dopo la morte di Franchina (1987) lo spazio è diventato sede dell'archivio Severini-Franchina. Raccoglie documenti, fotografie originali e numerosi oggetti personali custoditi dagli eredi che hanno cercato di preservare il più possibile lo stato originale del luogo. L'archivio, nelle persone delle storiche dell’arte Alessandra Franchina e Valentina Raimondo, si occupa da anni dello studio e della promozione dell'opera dei due artisti.

## Onorificenze
Grande Ufficiale Ordine al Merito della Repubblica Italiana

## Opere

### Pittoriche
- Cannone in azione (1915), Mart - Museo di arte moderna e contemporanea di Trento e Rovereto, Rovereto
- Bois di Boulogne (1907)
- Primavera a Montmartre (1909)
- La danza del pan pan al Monico (1911)
- Geroglifico dinamico del bal tabarin (1912), New York, Museum of Modern Art
- Tango Argentino (1912)
- Ballerina blu (1912), Peggy Guggenheim Collection, Venezia
- Ballerina a Pigalle (1912)
- La chahuteuse (1912), Museo del Novecento
- Nord-Sud (1912-13), GAM di Torino
- Natura morta col giornale Lacerba, (1913), Saint-Étienne, Musee Municipal d'Art et d'Industrie
- Paesaggio urbano con luci artificiali (1913)
- Le restaurant a Montmartre (1913)
- Primavera a Montmartre (1913)
- Forme in espansione (1914 ca.)
- Il paradiso terrestre (1914 ca.)
- Mare=Ballerina (1914), Peggy Guggenheim Collection, Venezia
- Lancieri italiani al galoppo (1915), Pinacoteca Agnelli, Torino
- Treno Blindato (1915), New York, Collezione R.S. Zeisler
- Ritratto di Paul Forte (1915)
- La Modista (1915)
- La Danseuse (1915)
- Maternità, olio su tela, (1916), Cortona, Museo dell'Accademia etrusca
- Il Tunnel (1917)
- Paysage à Civray (1917), Casa-museo Boschi Di Stefano, Milano
- I due Pierrot (1922)
- La sala delle maschere (1922) Castello di Montegufoni
- Natura morta con statua (1930), Casa-museo Boschi Di Stefano, Milano
- Ritratto di Gina Severini (1934)
- Arlequin Portrait de Nino Franchina (1936)
- Simboli del lavoro (1949-1950)
- Le sette virtù (1935), Galleria Comunale d'Arte, Cagliari
- Macchina per produrre calze

### Mosaici
- Le arti, 1933, V Triennale di Milano
- I dieci comandamenti, Palazzo di Giustizia, Milano
- Storia dei servizi delle Poste e dei Telegrafi, Palazzo delle Poste, Alessandria
- Via Crucis, Cortona, 1947
- San Marco, Cortona, chiesa di San Marco, 1961

### Scritti
- Gino Severini, Du cubisme au classicisme J. Povolozky & Co., Parigi, 1921 (Edizione italiana: Gino Severini, Dal cubismo al classicismo, Milano, Abscondita, 2001. ISBN 9788884163134)
- Gino Severini, Ragionamenti sulle Arti Figurative, Hoepli, Milano, 1936 (Seconda edizione riveduta ed aumentata con una nuova introduzione, Hoepli, 1942)
- Gino Severini, Arte indipendente, arte borghese, arte sociale, Danesi, Roma, 1944
- Gino Severini, Tutta la vita di un pittore, (di due volumi previsti ne apparve solo uno con sottotitolo "Volume primo Roma - Parigi") Garzanti, Milano, 1946 (Ripubblicato, rivisto e aumentato, da Edizioni di Comunità nel 1965, da Feltrinelli nel 1983 e da Abscondita nel 2008, col titolo La vita di un pittore)
- Gino Severini, Témoignages - 50 ans de réflexion, Art Moderne, Roma, 1963
- Gino Severini, Tempo de "L'effort moderne" La vita di un pittore (autobiografia) a cura di Piero Pacini Edizioni Vallecchi Firenze 1968